# Pironizam
Pironizam je starogrčka škola filozofskog skepticizma koja odbacuje dogmu i zagovara suspenziju presude o istinitosti svih verovanja. Osnovao ju je Enezidem u prvom veku pre nove ere, a za njega se kaže da je bio inspirisan učenjima Pirona i Timona Filijskog iz četvrtog veka pre nove ere. Pironizam je danas najpoznatiji kroz preživela dela Seksta Empirika, koja su pisali krajem drugog ili početkom trećeg veka nove ere. Objavljivanje Sekstovih dela u renesansi pokrenulo je oživljavanje interesovanja za skepticizam i odigralo je glavnu ulogu u reformatorskoj misli i razvoju filozofije ranog modernog doba.

## Literatura
- Barua, Benimadhab (1921). A History of Pre-Buddhistic Indian Philosophy (1st изд.). London: University of Calcutta. стр. 468.
- Flintoff, Everard (1980). „Pyrrho and India”. Phronesis. Brill. 25 (1): 88—108. JSTOR 4182084. doi:10.1163/156852880X00052.
- Jayatilleke, K.N. (1963). Early Buddhist Theory of Knowledge (PDF) (1st изд.). London: George Allen & Unwin Ltd. стр. 524. Архивирано из оригинала (PDF) 11. 9. 2015. г.
- Thorsrud, Harold. „Ancient Greek Skepticism”. Internet Encyclopedia of Philosophy.
- Vogt, Katja. „Ancient Skepticism”.  Ур.: Zalta, Edward N. Stanford Encyclopedia of Philosophy.

## Spoljašnje veze
- Pyrrhonian Skepticism на веб-сајту PhilPapers